# Les Vallées de la Vanne
Les Vallées de la Vanne é uma comuna francesa na região administrativa da Borgonha-Franco-Condado, no departamento de Yonne. Estende-se por uma área de 33.72 km². Em 2010 a comuna tinha 1 079 habitantes (densidade: 32 hab./km²).
Foi criada em 1 de janeiro de 2016, a partir da fusão das antigas comunas de Theil-sur-Vanne, Chigy e Vareilles.